# Uniwersytet Osakijski
Uniwersytet Osakijski (jap. 大阪大学 Ōsaka Daigaku; w skrócie 阪大 Handai, ang. The University of Osaka) – japoński uniwersytet państwowy z siedzibą w mieście Suita w prefekturze Osaka.

## Historia
Uczelnia została założona w 1868 roku. W 1931 roku otrzymała status uniwersytetu i została przemianowana na „Cesarski Uniwersytet Osakijski” (jap. 大阪帝國大學 Ōsaka Teikoku Daigaku).

## Podstawowe statystyki
W 2007 na uniwersytecie studiowało około 25 770 studentów. Natomiast w 2013 – 15 562.

## Wydziały
Na uniwersytecie działalność naukowo-dydaktyczną prowadzi 11 wydziałów:
- Wydział Literatury,
- Wydział Nauk Społecznych,
- Wydział Studiów Międzynarodowych,
- Wydział Prawa i Polityki,
- Wydział Ekonomii,
- Wydział Nauk Ścisłych,
- Wydział Medycyny,
- Wydział Stomatologii,
- Wydział Nauk Farmaceutycznych,
- Wydział Inżynierii,
- Wydział Nauk Technicznych.

## Kampusy i budynki uczelniane
- Kampus Suita (Suita),
- Kampus Toyonaka (Toyonaka),
- Kampus Minoh (Minoh),
- Kampus Nakajima (Osaka)[1].